# Василевский, Лев Петрович
Лев Петрович Василевский (псевдоним — Тарасов; 16 августа 1903, Курск — сентябрь 1979, Москва) — советский разведчик, полковник госбезопасности.

## Биография
Лев Василевский родился в 1903 году в Курске. С 14 лет работал слесарем, электромонтёром.
С 1927 года работал в полномочном представительстве ОГПУ по ЗСФСР, затем служил в пограничных войсках.
Окончил авиашколу, курсы усовершенствования комсостава при Военно-воздушной академии им. Н. Е. Жуковского. Был назначен на должность командира-комиссара отдельной авиачасти Управления пограничной и внутренней охраны УНКВД Казахской АССР (на границе с Китаем, в районе Синьцзяна).
В 1936—1938 годах командир разведывательно-диверсионной группы Иностранного (разведывательного) отдела (ИНО) НКВД СССР в Испании, старший советник Особого отдела Мадридского фронта. Принимал непосредственное участие во многих боевых операциях.
В 1939—1941 годах — сотрудник посольства СССР в Париже, резидент ИНО НКВД.
В 1941—1942 годах — заместитель резидента НКВД в Анкаре (Турция).
В 1943—1945 годах — резидент НКГБ в Мехико (Мексика).
По мнению Г. В. Костырченко, за участие в операции по ликвидации Льва Троцкого в 1940 году в Мексике Василевский был награждён орденом Красного Знамени.
С июня по июль 1945 года, приняв дела у исполняющего обязанности начальника 7-го отдела Л. А. Гессельберга, возглавил направление нелегальной разведки и радиосвязи.
В 1945—1947 годах — начальник научно-технической разведки НКГБ СССР, заместитель начальника разведывательного бюро по атомной проблематике.
В конце октября 1945 года сопровождал Я. П. Терлецкого в Копенгаген на встречу с Нильсом Бором.
С 1948 года — пенсионер МГБ СССР. В 1948—1953 годах занимал должность заместителя директора Главкинопроката Госкино СССР.
В 1954 году в связи с делом Берии был исключён из партии и лишён воинского звания «за политические ошибки в заграничной работе». В 1959 году был реабилитирован, восстановлен в КПСС и звании полковника.
С 1954 года занимался литературной деятельностью. Автор документальных повестей «После Зорге», «В оккупированном Париже», «На земле Монтесумы», «Дни и ночи Мадрида», «Испанская хроника Григория Грандэ», «Чекистские были», более 50 книг и статей по истории гражданской войны в Испании.
Вместе с Анатолием Горским (в годы Второй мировой войны — резидентом советской разведки в Англии) перевёл на русский язык книгу Рафаэля Сабатини «Одиссея капитана Блада».
Умер в Москве в 1979 году.

## Награды
- Орден Красного Знамени[6]
- Медаль «За боевые заслуги» № 1[источник не указан 317 дней]